# 陳慶雲 (解放軍)
陳慶雲，重庆人，中國人民解放軍少將。復員軍人丶中国共产党党员。
原贵州省军区司令员，曾仼中國人民解放軍第13集團軍高層。 